# Adolf Vayhinger
Adolf Vayhinger (22. září 1837 Pilzno – 30. listopadu 1912 Tarnów) byl rakouský politik polské národnosti z Haliče, na konci 19. století poslanec Říšské rady.

## Biografie
Zapojil se do polského lednového povstání v roce 1863. V letech 1863–1864 pak byl vězněn. Působil jako notář v Starém Sączu, od roku 1891 v Tarnowě. Od roku 1895 do roku 1908 zasedal i jako poslanec Haličského zemského sněmu za městskou kurii, obvod Tarnów. V zemských volbách roku 1901 je uváděn jako kandidát polských demokratů.
Byl i poslancem Říšské rady (celostátního parlamentu Předlitavska), kam usedl v doplňovacích volbách roku 1886 za kurii venkovských obcí v Haliči, obvod Nowy Sącz, Limanowa atd. Nastoupil 16. března 1886 místo Leonharda Jarosche. Ve volebním období 1885–1891 byl uveden jako Adolf Vayhinger, c. k. notář, bytem Stary Sącz.
Na Říšské radě byl v roce 1887 uváděn coby člen Polského klubu.